# Campagne siriano-mesopotamiche di Sapore I
Le campagne siriano-mesopotamiche di Sapore I si svilupparono nel corso di non meno di tre/quattro fasi nel corso delle guerre romano sasanidi (224-363). La guerra iniziò nel 242 con una prima offensiva persiana di Sapore I contro le armate romane dell'allora imperatore, Gordiano III (238-244), e il 244, che continuava nel tentativo di espansione sasanide del padre Ardashir I. L'obiettivo era l'occupazione delle province romane orientali. A questa prima fase ne seguirono altre negli anni 252-253, poi nel 256 (con la presa e distruzione di Dura Europos) ed infine nel 259-260 con la cattura dell'imperatore romano, Valeriano.

## Contesto storico
Tra il 224 e il 226/227 l'ultimo imperatore dei Parti, Artabano IV, era stato rovesciato ed il rivoltoso, Ardashir I, aveva fondato la dinastia sasanide, destinata ad essere una temibile avversaria orientale dei Romani fino al VII secolo. In particolare, tra il 239 ed il 241, Sasanidi e Romani si scontrarono per la seconda volta.

### Casus belli
Il casus belli fu la costante rivendicazione, da parte dei Sasanidi che si consideravano discendenti dei Persiani, del possesso di tutto l'Impero achemenide, ivi compresi i territori, ora romani, dell'Asia Minore e del Vicino Oriente, fino al mar Egeo, avendo però fallito nel corso delle precedenti due invasioni del 229-232, e del 239-241:
(Erodiano, Storia dell'impero dopo Marco Aurelio , VI, 2.2-3.)
In effetti la prima controffensiva romana di Alessandro Severo del 232 ebbe come risultato finale quello di portare i due Imperi allo status quo ante dell'epoca di Settimio Severo. Romani e Sasanidi tornavano così ad attestarsi lungo gli "antichi confini" di qualche decennio precedente, e la pace tra le due potenze regnò per i sette/otto anni successivi.
Negli anni 239-241, però, il sovrano sasanide Ardashir I, insieme al figlio Sapore I, invase per la seconda volta la regione, assediando inutilmente Dura Europos, forse non ancora Antiochia in Siria (239), conquistando e distruggendo la città di Hatra, alleata dei Romani (nel 240), ed infine occupando alcune città della provincia romana di Mesopotamia, come Nisibis e Carre.

## Forze in campo

### Sasanidi
Non conosciamo con precisione quante e quali furono le armate messe in campo da parte dei Sasanidi. Cassio Dione Cocceiano ci aveva raccontato per la precedente campagna di Alessandro Severo e degli anni precedenti (dal 229 al 232), che si trattava di una grossa armata, pronta a terrorizzare non solo la provincia romana di Mesopotamia, ma anche quella di Siria, ad ovest dell'Eufrate. Ciò potrebbe essere stato vero anche per le campagne del decennio successivo.
Ciò che conosciamo di questo esercito è che non era permanente come quello romano, con soldati di professione pagati regolarmente per il loro mestiere. Vi era solo un'eventuale divisione del bottino finale. Ci troviamo piuttosto di fronte ad un sistema simile a quello feudale, dove per ogni campagna era necessario radunare un esercito di volta in volta, composto da nobili a capo dei loro "clan", sottoposti poi sotto il comando di un principe della casa reale. Non c'erano perciò ufficiali esperti d'armi che prestassero servizio in modo continuo e neppure un sistema di reclutamento stabile, poiché non vi erano unità militari permanenti, sebbene molti fossero i nobili a disposizione dell'esercito sasanide. Per questi motivi, spesso ingaggiavano armate mercenarie. Usavano soprattutto l'arco e il cavallo in guerra, diversamente dai Romani che prediligevano la fanteria, tanto che i Sasanidi si dice crescessero fin dall'infanzia, cavalcando e tirando con le frecce, vivendo costantemente per la guerra e la caccia.
Vi è da aggiungere però che, a differenza dei Parti arsacidi, cercarono di mantenere sotto le armi per più anni i loro contingenti, nel corso di importanti campagne militari, accelerando il reclutamento delle loro armate, oltre a meglio assimilare le tecniche di assedio dei loro avversari romani, mai veramente apprese dai loro predecessori.

### Romani
Sappiamo invece che per i Romani le forze messe in capo erano rappresentate da legioni e truppe ausiliarie disposte lungo il limes orientale. Qui sotto l'elenco delle legioni e delle loro rispettive fortezze al tempo di Gordiano III:
| N. fortezze legionarie del limes orientale | unità legionaria          | località antica    | località moderna | provincia romana       |
| ------------------------------------------ | ------------------------- | ------------------ | ---------------- | ---------------------- |
| 1                                          | Legio XV Apollinaris      | Satala             | Sadagh           | Cappadocia             |
| 2                                          | Legio XII Fulminata       | Melitene           | Melitene         | Cappadocia             |
| 3                                          | Legio III Parthica        | Nisibis            | Nusaybin         | Mesopotamia            |
| 4                                          | Legio I Parthica          | Singara            | Sinjar           | Mesopotamia e Osrhoene |
| 5                                          | Legio IV Scythica         | Zeugma             | Belkis           | Syria Coele            |
| 6                                          | Legio XVI Flavia Firma    | Sura               | Sura             | Syria Coele            |
| 7                                          | vexill. Legio II Parthica | Apamea sull'Oronte |                  | Syria Coele            |
| 8                                          | Legio III Gallica         | Danaba             | Mehin            | Syria Phoenicia        |
| 9                                          | Legio X Fretensis         | Aelia Capitolina   | Gerusalemme      | Syria Palaestina       |
| 10                                         | Legio VI Ferrata          | Caparcotna         | Kfar Otnay       | Syria Palaestina       |
| 11                                         | Legio III Cyrenaica       | Bostra             | Bosra            | Arabia Petraea         |

A queste legioni, già presenti sul fronte orientale, se ne aggiunsero altre provenienti dal Danubio e da altre regioni occidentali come:
- la I Adiutrix, I Parthica, II Parthica? (o era già presente sul fronte orientale, ad Apamea), III Cyrenaica, III Gallica, III Parthica, IV Italica,[18] IV Scythica, VI Ferrata, X Fretensis, XII Fulminata, XV Apollinaris e XVI Flavia Firma,;

oltre ad alcune vexillationes provenienti da altri fronti come:
- la I Italica, I Minervia, II Adiutrix, II Italica (?), III Italica, Legio IV Flavia Felix, Legio V Macedonica, VII Claudia Pia Fidelis, VIII Augusta, Legio X Gemina, XI Claudia Pia Fidelis, Legio XIIII Gemina e XXII Primigenia e XXX Ulpia Traiana Victrix.[19]

Il totale delle forze messe in campo dall'Impero romano lungo l'intero limes orientale potrebbe essere calcolato attorno ai 150/170 000 armati romani coinvolti o forse più, di cui la metà era costituita da legionari, la restante da ausiliari.

## Fasi della guerra

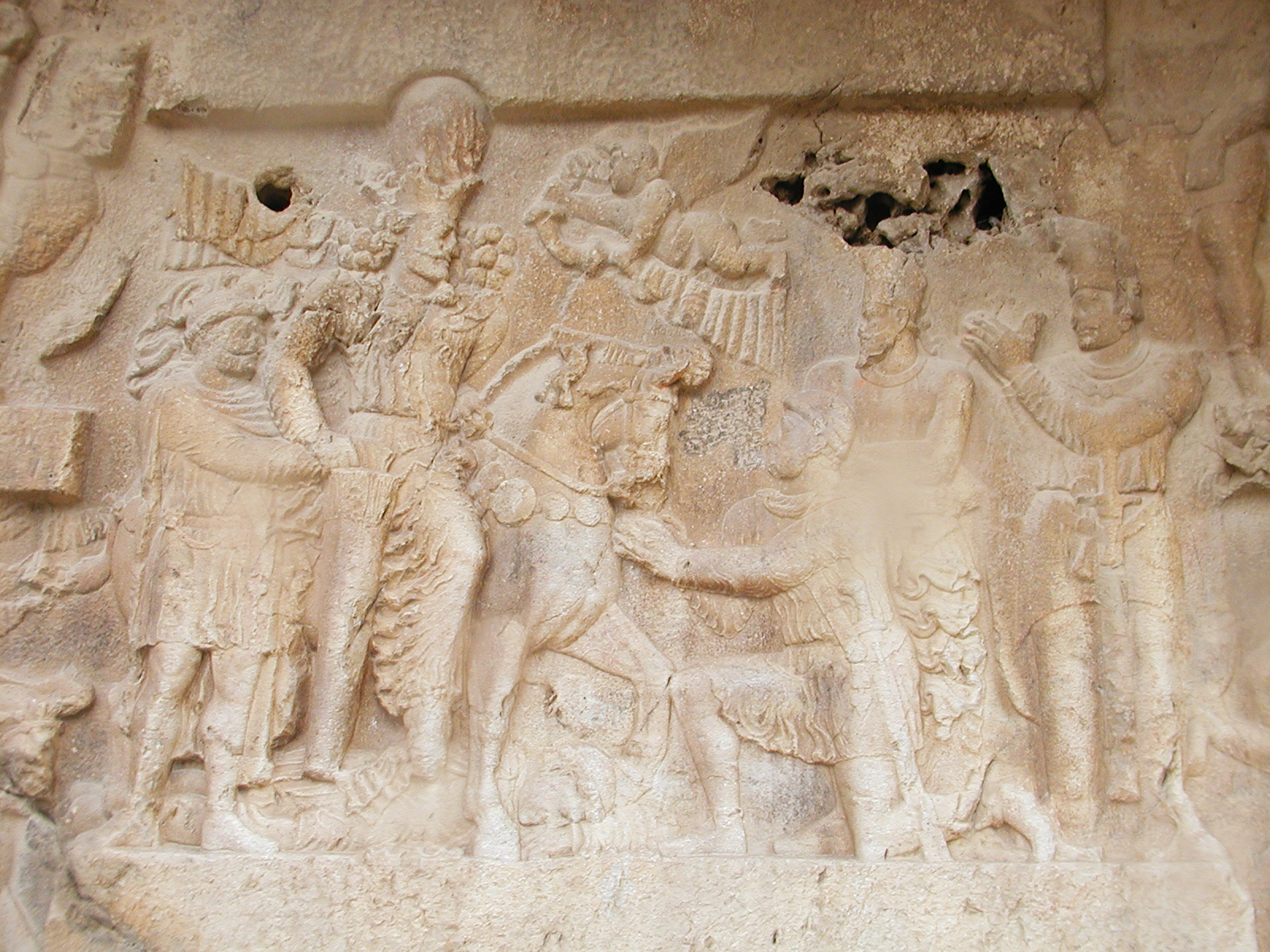
Rilievo a Bishapur celebrante la presunta (e probabilmente falsa) vittoria di Sapore I sui Romani: Gordiano III è calpestato dal cavallo del re sasanide, mentre Filippo l'Arabo (in ginocchio davanti Sapore, che tratta la resa). È invece tenuto stretto da Sapore l'imperatore Valeriano, catturato dalle armate sasanidi.

### Prima offensiva di Sapore I e controffensiva romana (242-244)
Ad una nuova invasione sasanide dei territori romani nel 239-241, seguirono i preparativi dell'allora imperatore romano, Gordiano III (nel 242) e le successive campagne militari del 243 e 244, utilizzando come "quartier generale" la città di Antiochia. Le armate romane riuscirono a recuperare Carre e Nisibis e a sconfiggere i Sasanidi nella battaglia di Resena. Successivamente però Gordiano, senza l'esperienza militare del suocero Timesiteo, morto all'improvviso sembra per malattia, una volta nominato nuovo prefetto del pretorio Filippo l'Arabo, nella successiva avanzata lungo l'Eufrate degli inizi del 244, sembra fosse sconfitto da Sapore I presso Mesiche (l'odierna Falluja o al-Anbar, a 40 km ad ovest di Baghdad, in Iraq)). Il sovrano sasanide per l'occasione cambiò il nome della città in Peroz-Shapur ("Sapore vittorioso") e celebrò la vittoria con un'iscrizione a Naqsh-e Rostam in cui affermava di aver ucciso Gordiano.
Le fonti romane, invece, sembra non menzionino la battaglia e suggeriscono che Gordiano sia morto a Circesium, ad oltre 300 km a nord di Peroz-Shapur, sospettando che sia stato ucciso dal prefetto del pretorio (il quale secondo Zosimo aveva sobillato le truppe esauste ed affamate), Filippo, che gli succedette sul trono. La scritta del cenotafio di Circesium era secondo la Historia Augusta scritta in greco, latino, persiano, ebraico ed egiziano, in modo che tutti potessero leggere: 
(Historia Augusta, Gordiani tres, 34, 3.)
La possibilità che Gordiano sia morto in conseguenza della battaglia di Mesiche è poco plausibile secondo gli storici moderni, poiché la campagna di Gordiano in Oriente fu presentata come vittoriosa dagli storici antichi. In effetti, i Sasanidi non conquistarono altre città, oltre ad Hatra, e Sapore non intraprese ulteriori iniziative militari per i successivi otto anni, fino al 252.

### Un periodo di relativa pace (244-252)
La morte improvvisa dell'Imperatore Gordiano, non sappiamo se in battaglia o per mano del suo successore, il prefetto del Pretorio Filippo l'Arabo, determinarono il ritiro delle armate romane ed il ritorno allo status quo ante almeno per otto anni fino al 250/252. Rimasero così sotto il controllo romano parte della Mesopotamia fino a Singara, al punto che Filippo si sentì autorizzato a fregiarsi del titolo di Persicus maximus. Le Res gestae divi Saporis, primo documento non "di parte" romana, raccontano:
(Res gestae divi Saporis, righe 8-9.)
Alcuni anni più tardi (attorno al 252, durante il regno di Treboniano Gallo), il re Cosroe II di Armenia fu ucciso su istigazione dei Sasanidi, poiché aveva tentato invano di invadere i territori persiani dell'Assiria (tra il 244 ed il 249), per vendicare lo scomparso re dei Parti, Artabano IV (appartenente anch'egli alla dinastia arsacide). Si racconta che il re armeno chiese inizialmente aiuto militare a Filippo l'Arabo, il quale, impegnato a risolvere importanti questioni interne oltre a respingere nuove e pressanti invasioni barbariche lungo il limes danubiano, dispose un invio di truppe ausiliarie (o comunque alleate ai Romani, dell'intero limes orientale) allo stesso re armeno. Il regno armeno divenne, quindi, protettorato persiano, mentre il figlio Tiridate trovò rifugio presso i Romani.
| Immagine | Valore      | Dritto                                                                        | Rovescio                                                                      | Datazione        | Peso; diametro  | Catalogazione                               |
| -------- | ----------- | ----------------------------------------------------------------------------- | ----------------------------------------------------------------------------- | ---------------- | --------------- | ------------------------------------------- |
|          | antoniniano | IMP C M IVL PHILIPPVS P F AVG P M, testa con corona radiata, indossa corazza; | PAX FVNDATA CVM PERSIS, la Pace in piedi, con in mano un ramo ed uno scettro. | coniato nel 244; | 22 mm, 4.27 gr; | RIC Philippus, IV, 69; Hunter 120; RSC 113. |

### Seconda offensiva sasanide di Sapore I (252/3-256) e controffensiva romana (257-259)

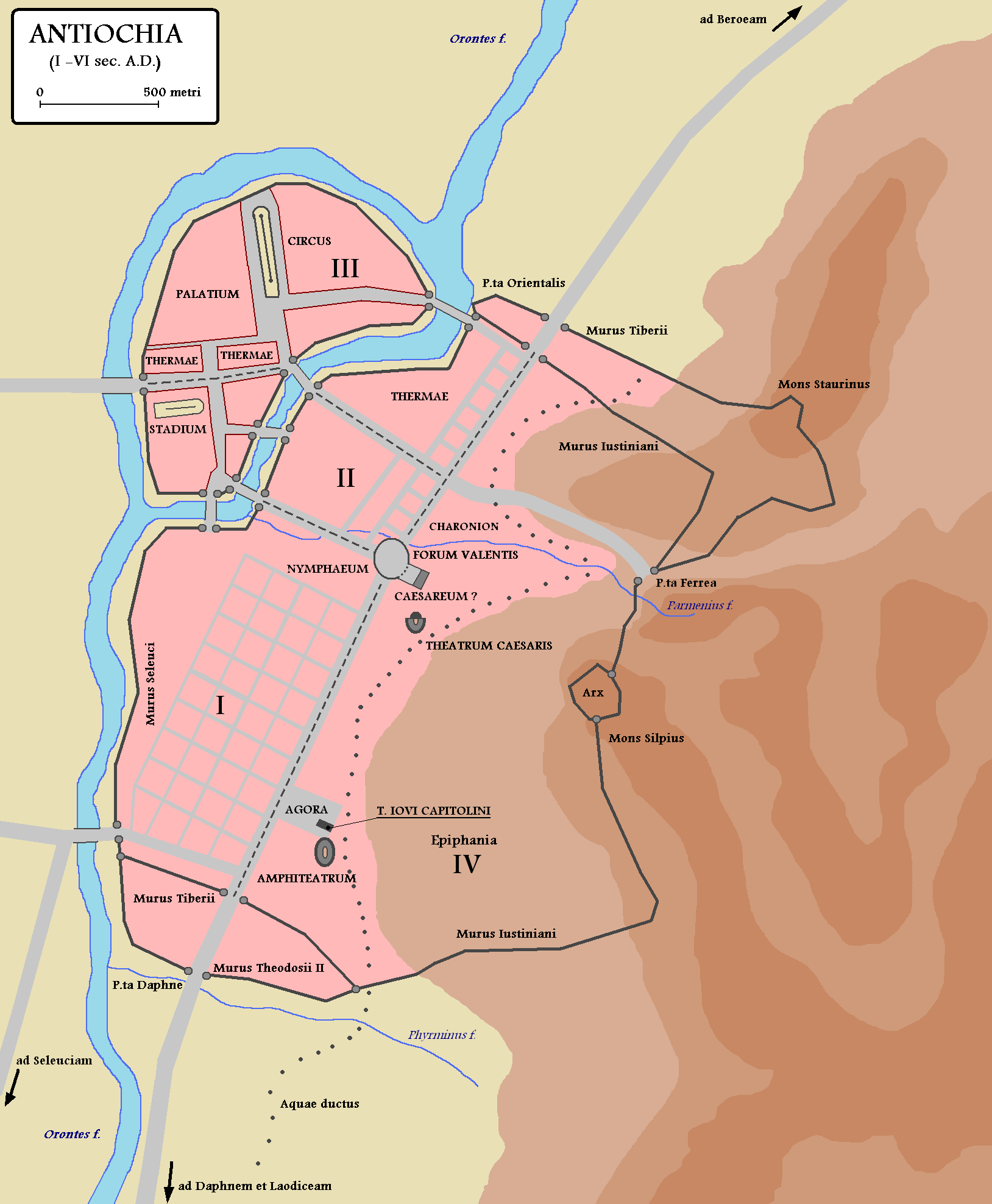
La città di Antiochia (oggi Antakya) fu assediata numerose volte nel corso del III secolo: certamente nel 252/253 e nel 260.

Verso la fine del 252, Sapore I riprese una violenta offensiva contro le province orientali dell'Impero romano. Le truppe persiane occuparono numerose città della provincia di Mesopotamia (compresa la stessa Nisibis), poi si spinsero in Cappadocia, Licaonia e Siria, dove batterono l'esercito romano accorrente a Barbalissos e si impossessarono della stessa Antiochia (caduta forse per il tradimento di un certo Mariade), dove ne distrussero numerosi edifici, razziarono un ingente bottino e trascinarono con sé numerosi prigionieri (253). Ecco come viene descritta nelle Res gestae divi Saporis:
(Res gestae divi Saporis, riga 11-19 da Richard Stoneman, Palmyra and its Empire. Zenobia revolt against Rome, Michigan 1994, p. 93.)
Questa invasione nell'Oriente romano avveniva contemporaneamente ad un'altra grande incursione proveniente al di là del Danubio e del Ponto Eusino da parte dei Goti.
(Zosimo, Storia nuova, I.27.2)

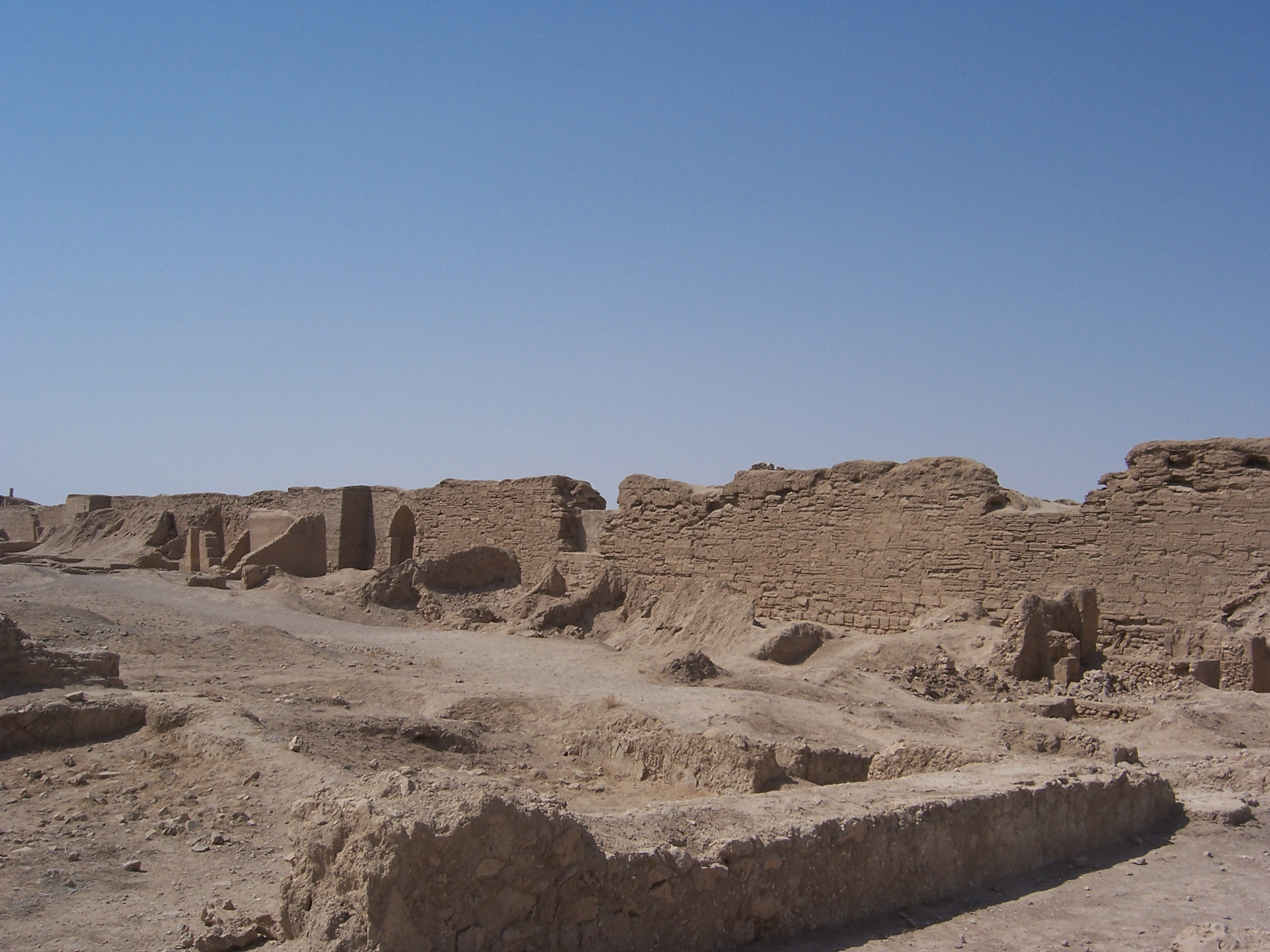
L'antica città di Dura Europos

Accadde anche che una colonna militare sasanide non solo non riuscì nell'impresa di conquistare la città di Emesa, ma fu sconfitta dagli stessi abitanti della città assediata che presero l'iniziativa, compiendo una sortita contro l'armata nemica, comandati dall'usurpatore romano Uranio Antonino. Alla fine di questa nuova incursione sasanide, l'imperatore Valeriano fu costretto ad intervenire, riuscendo a riconquistare la capitale della Siria, Antiochia, quello stesso anno (253) o l'anno successivo (254), facendone poi il suo "quartier generale" per la ricostruzione dell'intero fronte orientale.
Ancora nel 256 gli eserciti di Sapore I sottraevano importanti roccaforti al dominio romano in Siria, tra cui Dura Europos che questa volta, dopo una strenua resistenza, fu definitivamente distrutta insieme all'intera guarnigione romana.
Si racconta che, nel corso dell'assedio e successiva caduta di Dura Europos del 256, i Sasanidi furono abili a costruire un tunnel sotto le mura cittadine, che permise loro di introdursi di notte ed occupare la città. La guarnigione romana, formata da 2 000 armati, tra una vexillatio della legio IIII Scythica e la cohors XX Palmyrenorum sagittariorum equitata era riuscita a sacrificare la strada interna che costeggiava questo lato di mura oltre ai vicini edifici, con il riempimento di quest'area attraverso le macerie dei vicini edifici abbattuti, al fine di rafforzare la base delle mura contro i possibili attacchi persiani da sotto terra. I Romani procedettero, inoltre, con la costruzione di un cumulo di terra all'esterno delle mura, formando così uno spalto, sigillato con un mattoni di fango per evitarne l'erosione, lungo il lato occidentale che aveva il suo centro nella porta palmirena, ingresso principale alla città di Dura Europos. Ciò però non fu evidentemente sufficiente a salvarsi dall'attacco finale sasanide. Sebbene nessuna fonte racconti in modo dettagliato di questo terribile assedio, durato alcuni mesi, sono rimati a testimonianza i numerosi scavi archeologici effettuati in loco. Vi è da aggiungere che proprio in questa occasione, i ricercatori moderni hanno riscontrato di aver trovato le prove che i persiani utilizzarono "gas velenosi" a Dura Europos, contro i difensori romani durante l'assedio. Sono stati infatti messi in luce i resti di 20 soldati romani ai piedi delle mura della città, i quali, secondo un archeologo dell'Università di Leicester, sembra siano morti in seguito ad asfissia da gas velenosi, a causa dell'accensione di bitume e cristalli di zolfo, utilizzati probabilmente lungo il tunnel sotterraneo scavato dai Sasanidi. I soldati romani, che avevano così costruito un tunnel parallelo, si trovarono imprigionati quando le forze sasanidi rilasciarono il gas contro i Romani. Un solo soldato sasanide fu scoperto tra i corpi romani, tanto da farlo ritenere il responsabile dell'aver rilasciato i gas, prima che i fumi uccidessero anch'egli.
Quasi tutti i difensori romani della città di Dura Europos sopravvissuti furono condotti a Ctesifonte e venduti come schiavi. La città fu saccheggiata al punto che non fu mai ricostruita.
La successiva offensiva romana vide le armate di Valeriano recuperare parte dei territori perduti con buoni risultati contro le armate sasanidi, fino a tutto il 259, tanto che l'imperatore si sentì autorizzato a farsi conferire il titolo di Restitutor orientis (Restauratore d'Oriente), o quantomeno a veicolare il messaggio del piano di riconquista dell'Oriente nei coni di quel periodo. Sembra infatti che già nella primavera del 257 i Romani ebbero la meglio sui Persiani presso Circesium.
| Immagine                       | Valore      | Dritto                                                                             | Rovescio | Datazione   | Peso; diametro | Catalogazione                                                               |
| ------------------------------ | ----------- | ---------------------------------------------------------------------------------- | --- | ----------- | --- | --------------------------------------------------------------------------- |
|                                | asse        | IMP P LIC VALERIANO AVG, testa di Valeriano con corona di alloro, indossa corazza; | Aequitas AUGG, L'Aequitas in piedi verso sinistra, tiene una bilancia ed una cornucopia.                                                                | 253 ca.     | 9.69 g, 11 h (presso la zecca di Antiochia; città tornata romana dal 253 dopo l'assedio ed occupazione sasanide del 252-253);                 | Roman Imperial Coinage, Licinius Valerianus, V 297; MIR 36, 1558c.          |
|                                | antoniniano | IMP P LIC VALERIANO P F AVG, testa di Valeriano con corona radiata verso destra;   | Due Vittorie in piedi ai lati di una palma, dove appendono uno scudo con iscritto S C.                                                                  | 255/256 ca. | 22 mm, 3.69 g, 12 h (zecca di Samosata, dopo che i Romani erano riusciti a cacciare i Sasanidi ad occidente dell'Eufrate negli anni 254-255); | Roman Imperial Coinage, Licinius Valerianus, V 295; MIR 36, 1682e; RSC 279. |
|                                | antoniniano | IMP P LIC VALERIANUS P F AVG, testa con corona radiata, busto con corazza;         | ORIE-N-S AVGG, il Sole cammina verso sinistra, tiene una frusta ed alza la mano destra.                                                                 | 257/258     | 3.85 g (zecca di Colonia Agrippinensiuum); | RIC Licinius Valerianus, V pt. 1, 12; Göbl 868h; RSC 143a.                  |
|                                | antoniniano | IMP P LIC VALERIANUS P F AVG, testa con corona radiata, busto con corazza;         | VICT PART, la Vittoria in piedi verso sinistra, con uno scudo ed una palma; a sinistra un prigioniero seduto verso sinistra, in atteggiamento di lutto. | 257/258     | 20 mm, 3.20 g, 6 h (zecca di Viminacium, 3ª emissione);                                                                                       | RIC Licinius Valerianus, V, 262; MIR 847d; cf. RSC 255.                     |
| N.B.: Qui sopra alcuni esempi. |             |                                                                                    | |             | |                                                                             |

### La fine di Valeriano e la terza offensiva di Sapore I (260)

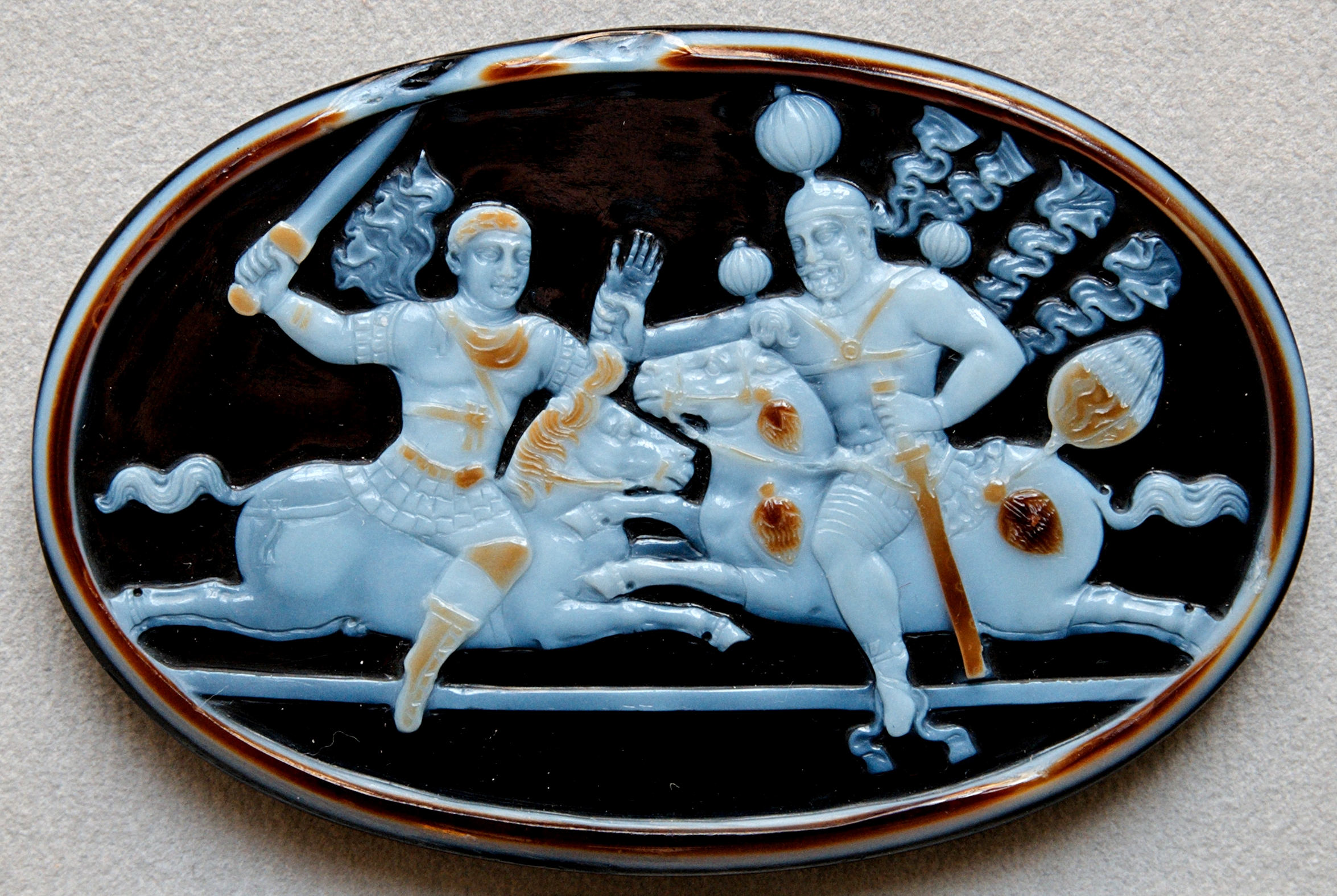
Cameo raffigurante re Sapore I che afferra per il braccio l'imperatore Valeriano, a segnalare la cattura e sottomissione del sovrano romano dopo la battaglia di Edessa (Cabinet des Médailles, Parigi).

Ancora le Res gestae divi Saporis ci raccontano di una terza devastante invasione compiuta da Sapore I ai danni dell'Impero romano:
(Res gestae divi Saporis, riga 19-23 da The American journal of Semitic languages and literatures, University of Chicago, 1940, vol. 57-58, p. 379.)
Valeriano, infatti, informato di una nuova invasione in Oriente, inviò a Bisanzio il console del 237, Lucio Mummio Felice Corneliano (a protezione del fronte nord del Pontus Euxinus contro nuove invasioni gotiche), e si recò in tutta fretta ad Antiochia, dove una volta riorganizzato l'esercito marciò fino in Cappadocia, dove però incontrò la peste che decimò il suo esercito. Ciò permise a Sapore I di saccheggiare nuovamente altri territori romani.
(Zosimo, Storia nuova, I, 36.2.)
Il racconto della fine di Valeriano, giunto a difendere Edessa dall'assedio persiano, dove i Romani avevano avuto notevoli perdite anche a causa di una pestilenza dilagante, varia molto nelle versioni romane:
- Eutropio, Festo e Aurelio Vittore raccontano che l'Imperatore romano fu catturato dalle armate sasanidi dopo essere stato sconfitto pesantemente in battaglia;[82]
- Zosimo sostiene che Valeriano, recatosi ad un incontro con il re persiano, fu fatto prigioniero a tradimento nell'aprile-maggio del 260:

(Zosimo, Storia nuova, I, 36.2.)
- un'altra fonte suggerisce che Valeriano chiese "asilo politico" al re persiano Sapore I, per sottrarsi ad una possibile congiura, in quanto nelle file dell'esercito romano che stava assediando Edessa, serpeggiavano evidenti segni di ammutinamento.[81]
- gli scrittori cristiani Lattanzio e Orosio raccontano, invece, che Valeriano fu punito dal Dio dei Cristiani per le sue ultime persecuzioni e quindi costretto a trascorrere i suoi ultimi giorni in schiavitù. Fu prima utilizzato come sgabello vivente da Sapore, per salire a cavallo,[83][84] poi ucciso, scuoiato, riempito di paglia e affisso in un tempio persiano come simbolo del trionfo sui Romani.[85]

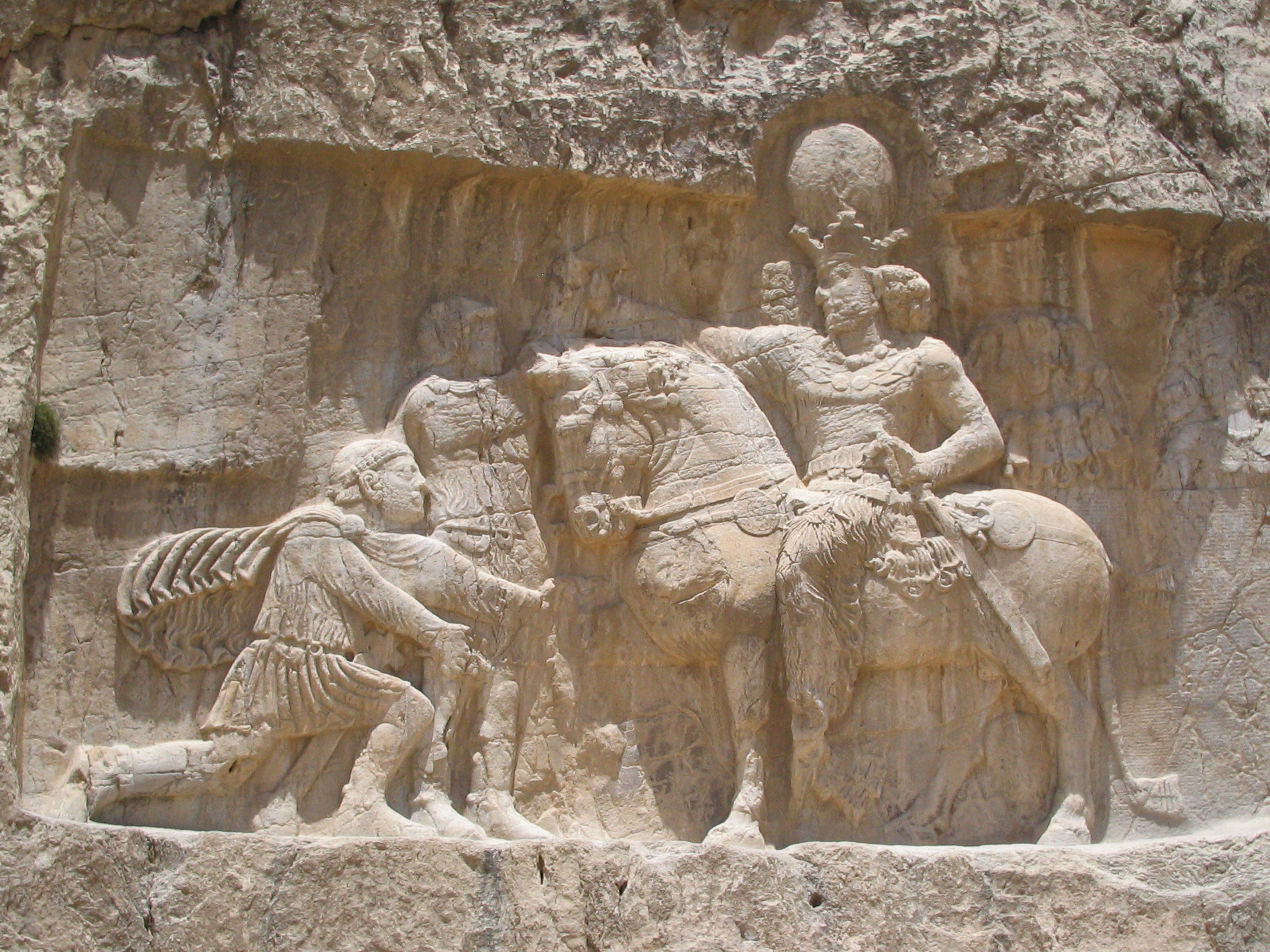
Rilievo sasanide a Naqsh-e Rustam raffigurante Sapore I che tiene prigioniero Valeriano e riceve l'omaggio di Filippo l'Arabo, inginocchiato davanti al sovrano sasanide.

Secondo invece la fonte ufficiale persiana delle Res gestae divi Saporis:
(Res gestae divi Saporis, riga 24-25 da The American Journal of Semitic Languages and Literatures, University of Chicago, 1940, vol. 57-58, p. 379.)
E sulla base di quest'ultima fonte alcuni autori moderni ipotizzano realisticamente che Valeriano sia stato condotto a costruire Bishapur assieme ai suoi soldati.
La cattura di Valeriano da parte dei Persiani lasciò l'Oriente romano alla mercé di Sapore I, il quale condusse una nuova offensiva dal suo "quartier generale" di Nisibis (occupata nel 252 dalla armate sasanidi), riuscendo ad occupare i territori romani fino a Tarso (in Cilicia), Antiochia (in Siria) e Cesarea (in Cappadocia), compresa l'intera provincia romana di Mesopotamia.
(Res gestae divi saporis, riga 25-34 da The American journal of Semitic languages and literatures, University of Chicago, 1940, vol. 57-58, p. 379.)
Ancora le Res gestae divi Saporis raccontano che molte migliaia di prigionieri romani furono condotte all'interno dell'Impero sasanide e collocate in Persia, Partia, Susiana ed in Asorestan. Valeriano trascorse così i suoi ultimi giorni di vita in prigionia, sebbene molte furono le richieste da parte di re "clienti" vicini a Sapore I, affinché liberassero l'imperatore, temendo una vendetta romana. E un'altra fonte persiana racconta che molti dei regni, prima "clienti" dei Romani, furono ora costretti a sottomettersi al "Re dei Re" persiano, come quello d'Armenia, d'Albania e d'Iberia nel Caucaso fino alle "porte degli Alani".

## Conseguenze: nuova controffensiva romana (260-266)
La controffensiva romana portò Macriano (procurator arcae et praepositus annonae in expeditione Persica) a radunare a Samosata quello che rimaneva dell'esercito romano in Oriente, mentre il prefetto del pretorio, Ballista, colse di sorpresa i Persiani presso Pompeiopolis, catturando l'harem e molte ricchezze di Sapore I. Sulla strada del ritorno la sua flotta, diretta a Corico in Cilicia e Sebaste, incontrò 3 000 Persiani, che mise in fuga. Frattanto Settimio Odenato, re di Palmira, che aveva cercato di ingraziarsi in un primo momento le amicizie del sovrano persiano Sapore I, una volta che i suoi doni furono sdegnosamente rifiutati da quest'ultimo, decise di abbracciare la causa di Roma contro i Persiani. Come prima azione Odenato si diede all'inseguimento dei Persiani, di ritorno in patria dal loro saccheggio di Antiochia, e prima che potessero attraversare il fiume Eufrate inflisse loro una pesante sconfitta. Poco dopo, Sapore, sulla strada del ritorno in Osroene, comprò l'appoggio degli abitanti della città di Edessa, promettendo loro parte dell'oro sottratto alla provincia romana di Siria, affinché gli agevolassero la strada del ritorno.
Il figlio e successore di Valeriano, Gallieno, trovandosi in quello stesso periodo a dover combattere lungo il fronte del basso Danubio contro i Goti, dovette rinunciare a compiere un'ulteriore spedizione per liberare il padre. Egli preferì, piuttosto, conferire a Odenato il titolo di imperator, dux e corrector totius Orientis (una formula amministrativa attribuente sostanzialmente il compito di reggere e difendere i confini orientali che si rifaceva ai precedenti di Augusto e di Marco Aurelio, i quali conferirono poteri analoghi rispettivamente a Marco Vipsanio Agrippa dal 19 al 14 a.C., e ad Avidio Cassio dal 170 al 175 d.C.), con lo scopo di allontanare dalle provincie orientali sia la minaccia sasanide sia quella dei Goti, che infestavano le coste dell'Asia Minore.
Nel 262 Odenato, raccolto un ingente esercito, attraversò l'Eufrate e, dopo aver sconfitto in battaglia Sapore I, costringendolo alla fuga, entrò a Nisibi, riestendendo il controllo romano sull'intero territorio corrispondente alla provincia della Mesopotamia romana e su gran parte dell'oriente romano precedentemente conquistato dai Persiani (compresa probabilmente la stessa Armenia). È collocabile quasi certamente nell'anno successivo una nuova vittoria di Odenato su Sapore I, questa volta nei pressi della capitale dei Persiani, Ctesifonte, che gli consentì di impadronirsi delle concubine del re e di un grande bottino di guerra.